# Berenice Epi Dires
Berenice Epi Dires o Berenice Epideires (en griego: Βερενίκη ἐπὶ Δειρῆς, Berenike epi Deires, "Berenice sobre la lengua de tierra") fue una ciudad portuaria ptolemaica en la orilla occidental del Mar Rojo, ubicada en el estrecho de Bab el-Mandeb cerca del cabo Dires en la actual Yibuti.
La posición del asentamiento en una lengua de arena o promontorio fue la causa de su denominación. Existen académicos, sin embargo, que atribuyen el nombre a la vecindad de una localidad más importante llamada Deira, en la península de Ras Siyyan, aunque la situación exacta es desconocida. Estrabón menciona los manglares que se encontraron por la zona, en la costa.
Probablemente fue fundada por un sucesor de Ptolomeo II. Según Plinio el Viejo, la ciudad se encontraba al sur de Berenice Troglodítica y Berenice Pancrisia, aunque esta última ha sido descubierta en 1989 y se encuentra en una zona desértica interior.